# Russian Roulette
Russian Roulette ist ein Lied der barbadischen R&B-Sängerin Rihanna. Das Lied ist die erste Single von Rihannas viertem Studioalbum Rated R. Es hatte sein Radio-Debüt am 20. Oktober 2009. In einem Interview erklärte Rihanna, dass das Lied von einem Liebesspiel handele und nichts mit dem Spiel Russisch Roulette zu tun habe.

## Musikvideo
Die Regie zum Musikvideo führte Anthony Mandler. Das Video wurde am 23. Oktober 2009 aufgenommen, die Dreharbeiten dauerten zwei Tage. Es hatte seine Premiere am 13. November 2009. Das Video zeigt Rihanna in verschiedenen Situationen. In der ersten ist Rihanna in einem leeren verlassenen Raum, diese Szene soll die Einsamkeit widerspiegeln. In der nächsten Situation hat Rihanna einen Streit mit ihrem Freund (gespielt von Jesse Williams), diese Szene soll den Streit mit Chris Brown widerspiegeln. In der dritten Situation springt Rihanna ins Wasser und wird dort erschossen, diese Szene soll die Trennung von ihrem Freund widerspiegeln. In der letzten Situation und Szene hat Rihanna offenbar kein Interesse mehr an einer Beziehung und sie kann mit der Trennung von ihrem Freund gut umgehen.

## Kommerzieller Erfolg
Das Lied debütierte in den US-amerikanischen Billboard Hot 100 am 7. November 2009 auf Platz 100 und erreichte in der folgenden Woche Platz neun, damit wurde Russian Roulette Rihannas zwölfter Top-Ten-Hit in den USA, aber das Lied konnte sich nur neun Wochen insgesamt in den US-amerikanischen Charts halten. Es erreichte Platz neun in Kanada. In Australien erreichte Russian Roulette Platz elf, in den britischen Singlecharts erreichte Russian Roulette den zweiten Platz und wurde Rihannas elfter Top-5- und Top-10-Hit im Vereinigten Königreich.
Bislang wurde der Song weltweit über drei Millionen Mal verkauft. Im Vereinigten Königreich wurde Russian Roulette am 22. Juli 2013 mit Gold für über 400.000 verkaufte Einheiten ausgezeichnet. Russian Roulette erreichte in jedem Land, in dem es in den Charts vertreten war, die Top Ten, wie USA, Australien, Vereinigtes Königreich, Kanada, Deutschland, Österreich, Frankreich, Schweiz und vielen anderen Ländern. Das Lied erreichte in Norwegen, der Slowakei und der Schweiz Platz eins.

### Charts und Chartplatzierungen

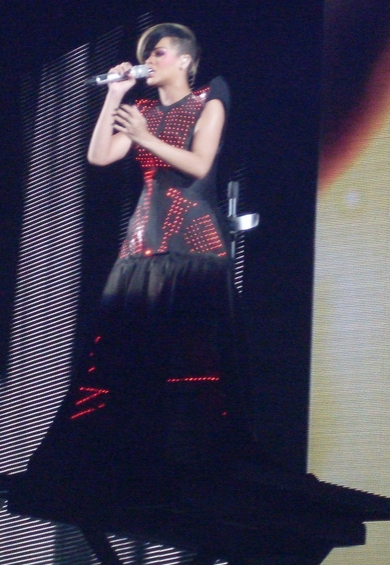
Rihanna singt Russian Roulette auf ihrer Last Girl on Earth Tour.

| ChartsChartplatzierungen       | Höchstplatzierung | Wochen |
| ------------------------------ | ----------------- | ------ |
| Deutschland (GfK)              | 2 (27 Wo.)        | 27     |
| Österreich (Ö3)                | 2 (23 Wo.)        | 23     |
| Schweiz (IFPI)                 | 1 (26 Wo.)        | 26     |
| Vereinigtes Königreich (OCC)   | 2 (21 Wo.)        | 21     |
| Vereinigte Staaten (Billboard) | 9 (29 Wo.)        | 29     |

| ChartsJahrescharts (2010) | Platzierung |
| ------------------------- | ----------- |
| Deutschland (GfK)         | 59          |
| Österreich (Ö3)           | 46          |
| Schweiz (IFPI)            | 33          |

### Auszeichnungen für Musikverkäufe
| Land/Region                  | Auszeichnungen für Musikverkäufe (Land/Region, Auszeichnung, Verkäufe) | Verkäufe  |
| ---------------------------- | ---------------------------------------------------------------------- | --------- |
| Australien (ARIA)            | Platin                                                                 | 70.000    |
| Dänemark (IFPI)              | Gold                                                                   | 15.000    |
| Deutschland (BVMI)           | Gold                                                                   | 150.000   |
| Frankreich (SNEP)            | —                                                                      | 135.000   |
| Italien (FIMI)               | Platin                                                                 | 30.000    |
| Neuseeland (RMNZ)            | Gold                                                                   | 7.500     |
| Schweden (IFPI)              | Platin                                                                 | 40.000    |
| Schweiz (IFPI)               | Gold                                                                   | 15.000    |
| Spanien (Promusicae)         | Gold                                                                   | 20.000    |
| Vereinigte Staaten (RIAA)    | 2× Platin                                                              | 2.000.000 |
| Vereinigtes Königreich (BPI) | Platin                                                                 | 600.000   |
| Insgesamt                    | 5× Gold · 6× Platin ·                                                  | 3.082.500 |

Hauptartikel: Rihanna/Auszeichnungen für Musikverkäufe